# (1503) Куопио
(1503) Коупио — астероид главного пояса, открытый 15 декабря 1938 легендарным финским астрономом Ирьё Вяйсяля в Турку. Назван в честь одноимённого финского города. Тиссеранов параметр астероида относительно Юпитера — 3,362.